# 凯马纳王国

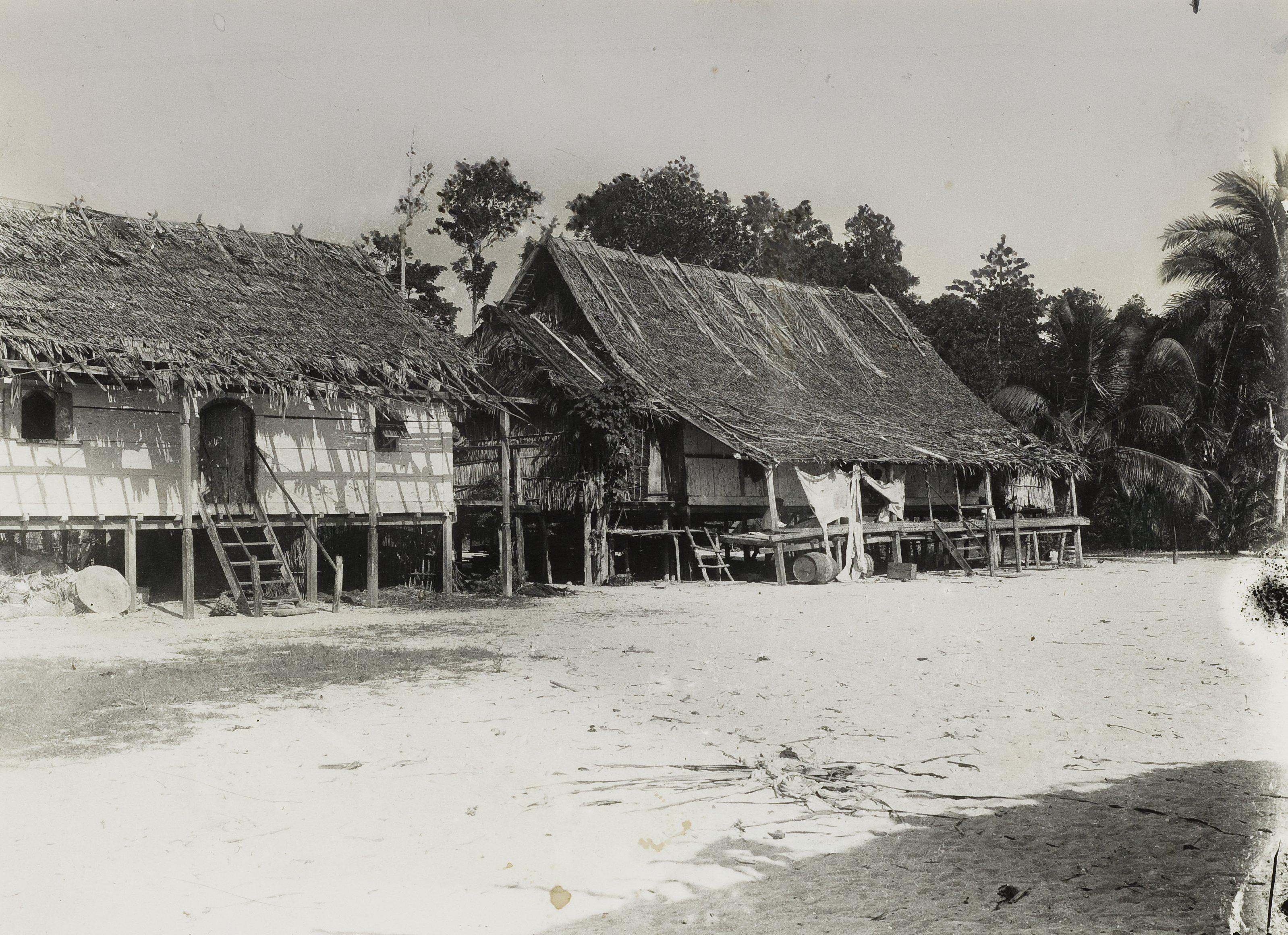
凯马纳甘榜，右侧是“拉特·乌米西”（委任国王）的府邸，摄于1907年—1915年之间。

凯马纳王国（巴布亚马来语：Petuanan Kaimana；爪夷文：کرجاءن سرن ايمن مواون‎），又称斯兰王国，位于今印度尼西亚西巴布亚省凯马纳县，是西巴布亚最古老的王国之一。该王国由伊马加建立，其头衔为“拉特·斯兰·纳蒂·帕蒂穆尼”，其中“拉特·斯兰”意为“斯兰国王”。传统上认为其建立于1309年。后来，该国先后向蒂多雷苏丹国、荷属东印度臣服。1948年，由于当时的凯马纳君主阿卜杜勒·哈基姆·艾哈迈德·艾图阿劳从事亲印度尼西亚的政治活动，荷兰殖民当局将其流放至阿亚马鲁，在那里当区长10年。目前，凯马纳王室仍然保留，但没有正式的政治权力。